# Pettersbergsvägen

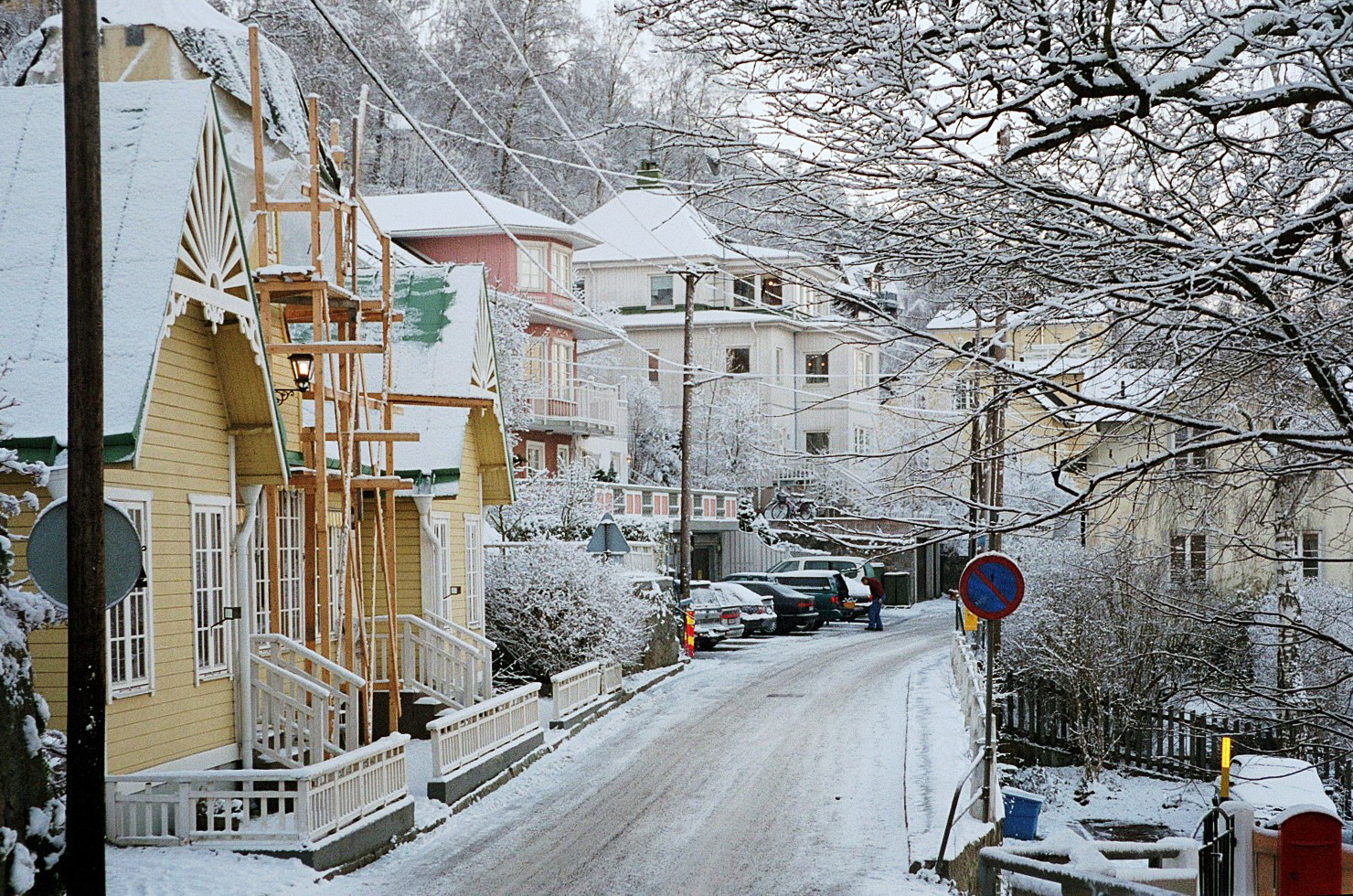
Pettersbergsvägen vid Fridhemsbryggan. Till vänster Bredablick och på höger sida om gatan Villa Marielund.

Pettersbergsvägen är en gata i stadsdelen Mälarhöjden i Stockholm.
Pettersbergsvägen var ursprungligen en landsväg från gården Hägerstens gård ned till Mälaren vid nuvarande Fridhemsbryggan och förbi sjökrogen Pettersberg och gården Jakobsbergs gård i nuvarande stadsdelen Bredäng. En avstickare ledde till sjökrogen Klubben, som är känd sedan andra hälften av 1700-talet.
Med uppkomsten av regelbunden ångfartygstrafik på Mälaren mellan Stockholm och Fittja från andra hälften av 1800-talet växte från 1870-talet en sommarhusbebyggelse upp på sluttningen mot sjön vid Pettersbergsvägen. Vid sekelskiftet började denna konverteras till permanentbebyggelse i förorten Fridhem, senare omdöpt till Mälarhöjden.
Pettersbergsvägens sträckning rätades ut mot slutet av 1800-talet på en sträcka väster om nuvarande Fridhemsbryggan. Den går idag från västra ändan av Selmedalsvägen i stadsdelen Hägersten till vändplatsen Pettersbergsbryggan vid Mälarens strand vid den tidigare kommungränsen mellan Stockholms och Huddinge kommuner fram till 1950-talet.
Vid korsningen med Bellmanskällevägen, i höjd med Mälarhöjdens tunnelbanestation finns Bellmanskällan, som är känd åtminstone sedan 1803.
Området betjänas sjövägen till Stockholm av Fridhemsbryggan, vid den plats som Pettersbergsvägen österifrån först når Mälaren. Nära Fridhemsbryggan ligger Mälarhöjdens Kanotsällskap.

## Bildgalleri

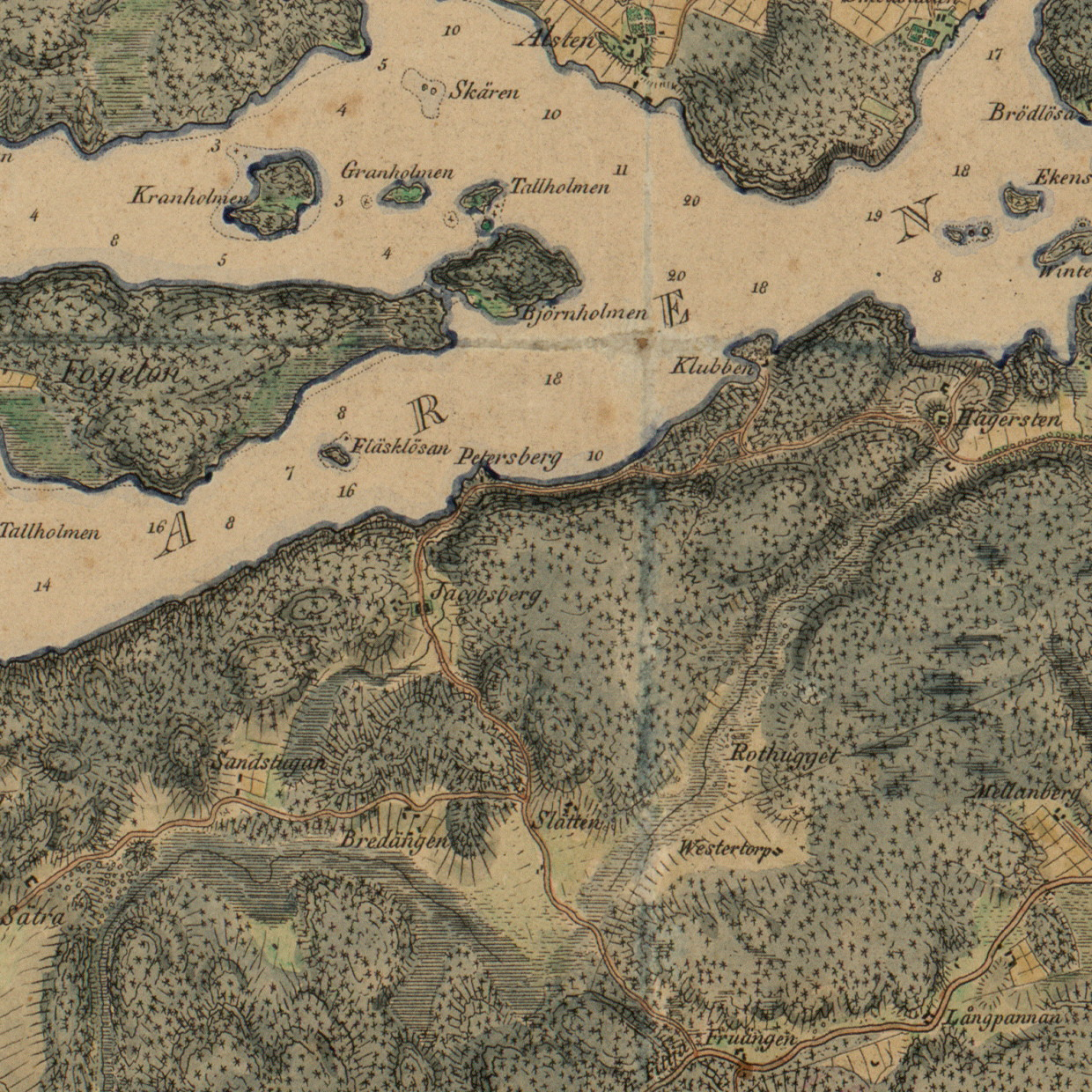
Karta från 1817 med den ursprungliga Pettersbergsvägen längst upp mellan Hägerstens gård och Jakobsbergs gård
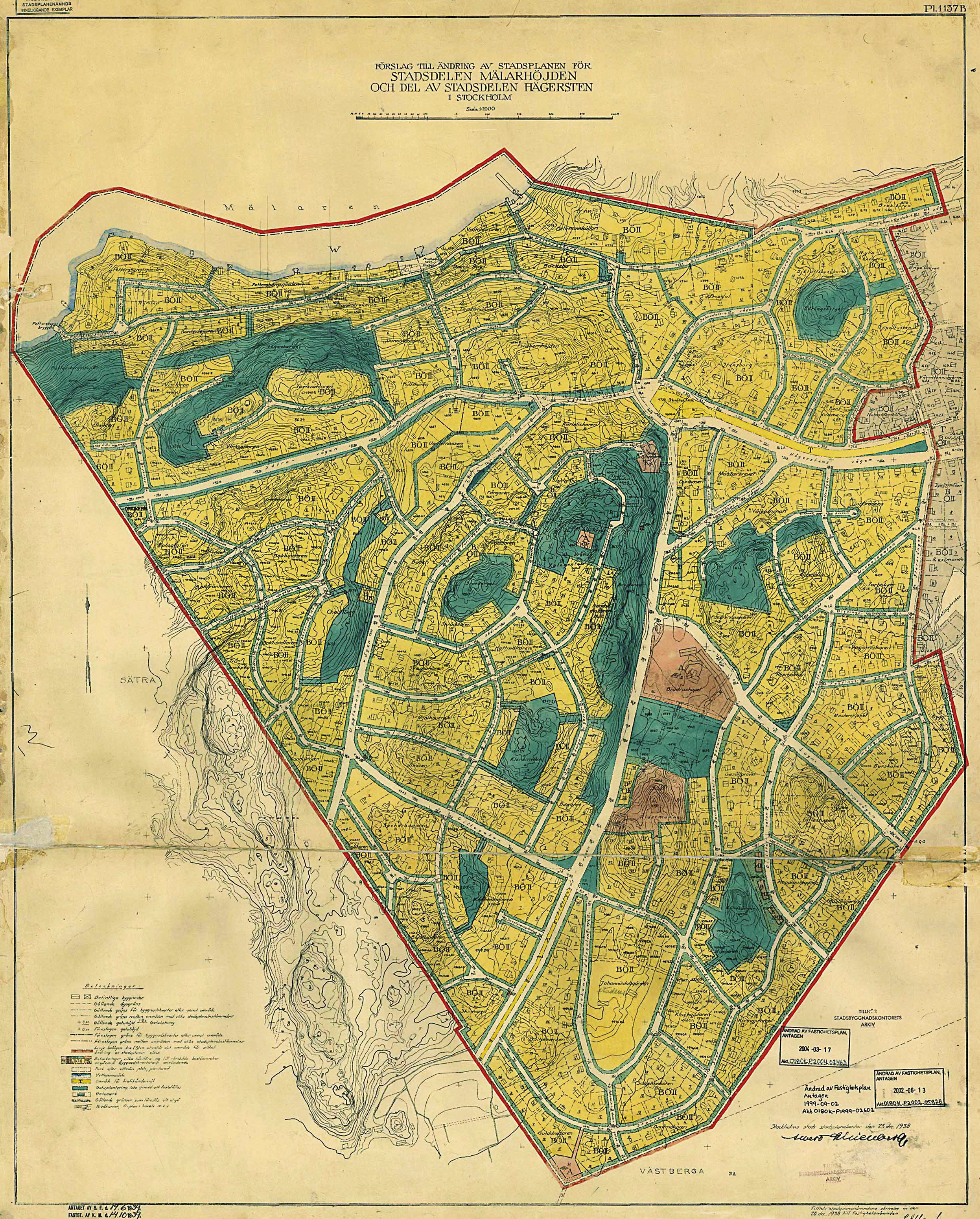
Stadsdelen Mälarhöjden 1938. Pettersbergsvägen sträcker sig över hela kartans bredd längst upp närmast Mälaren.
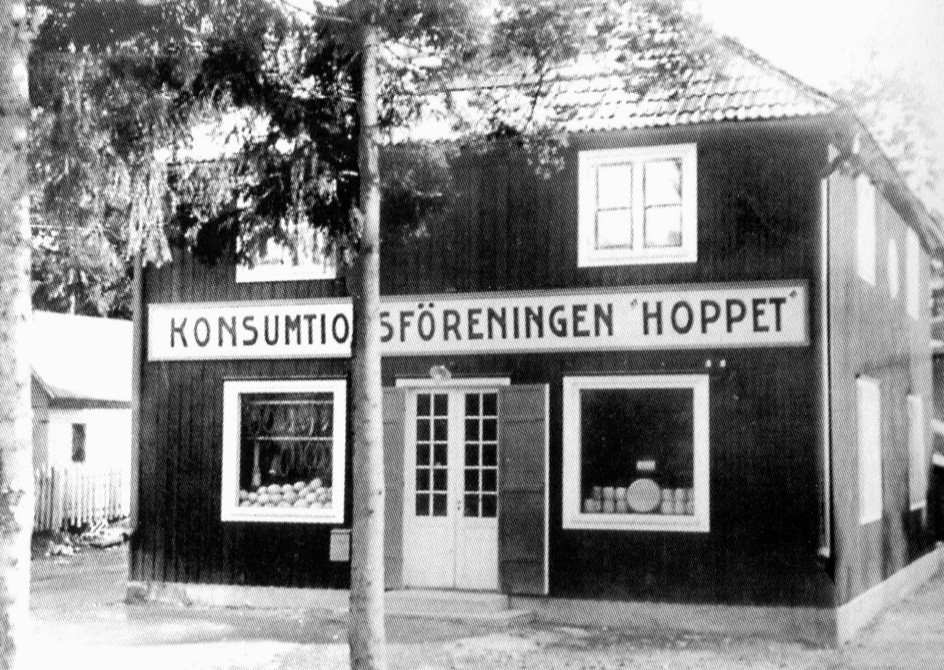
Pettersbergsvägen 19, Konsumtionsföreningen Hoppet
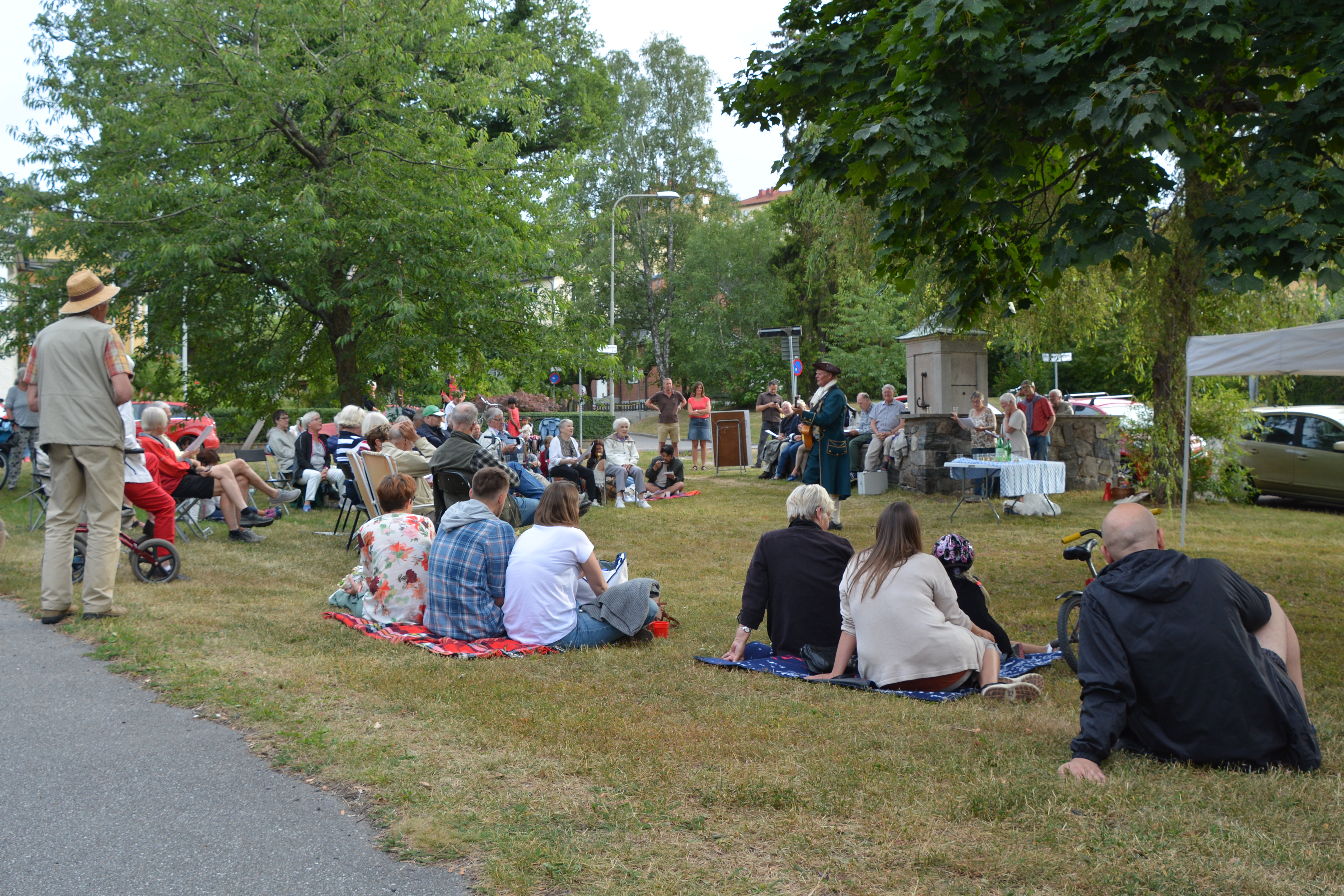
Trubaduren Bernt Törnblom vid Bellmanskällan, 2017
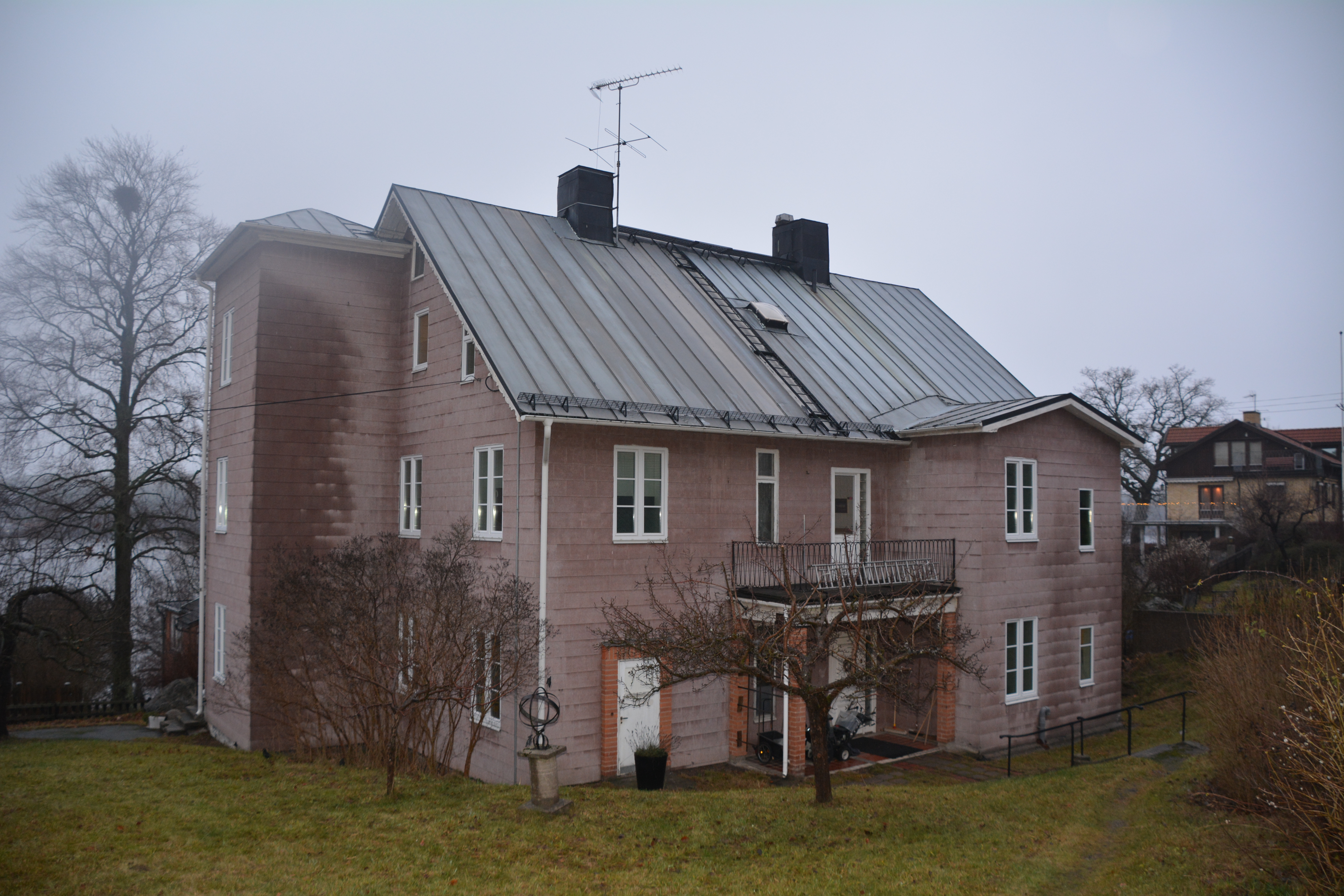
Villa Christiansborg, från omkring 1880, Pettersbergsvägen 40. Tornet hade ursprungligen en fjärde våning med öppen taktäckt utsiktsplattform.
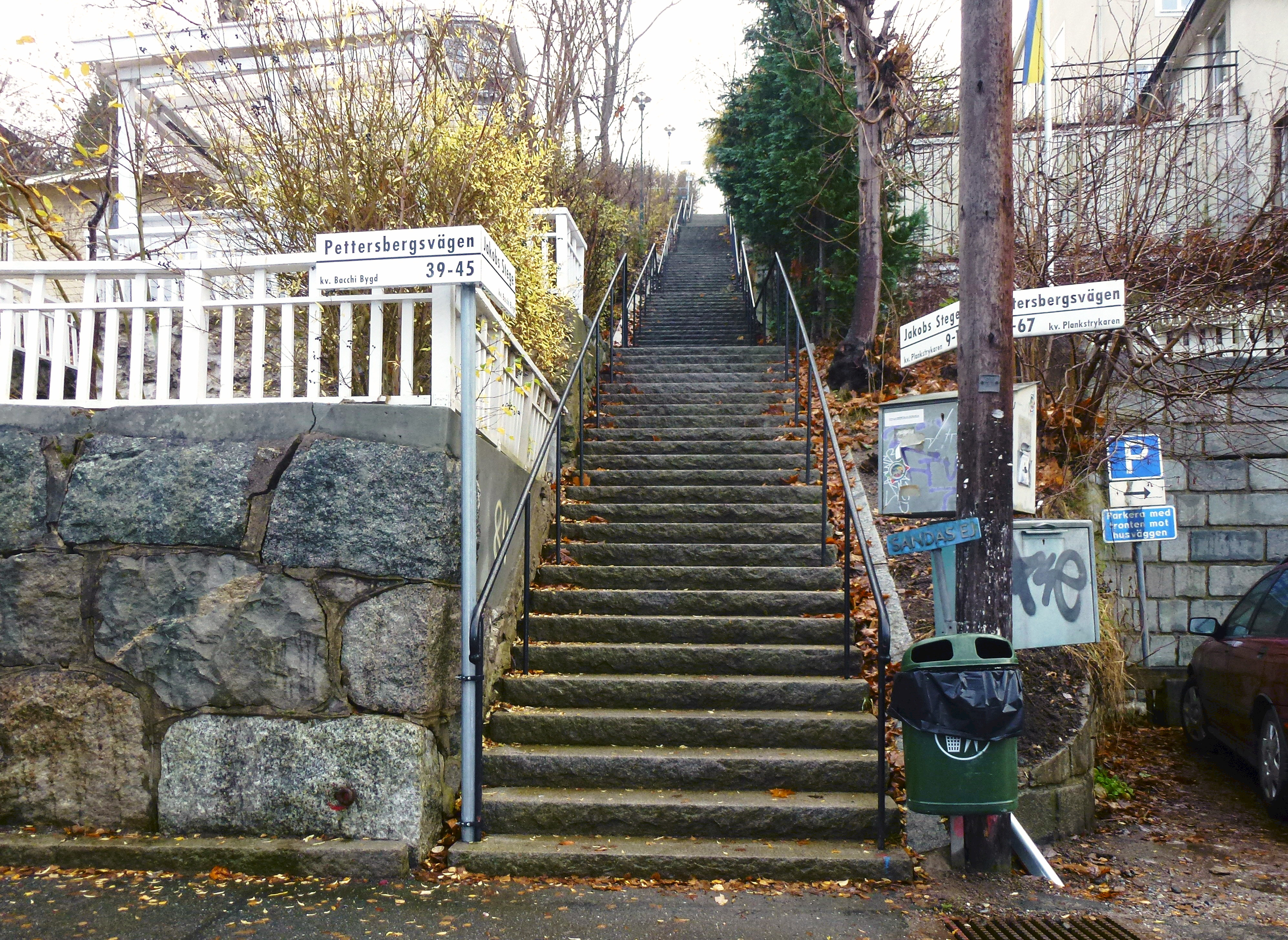
Jakobs stege, med 187 trappsteg, förbinder Fridhemsbryggan med Mälarhöjdsvägen
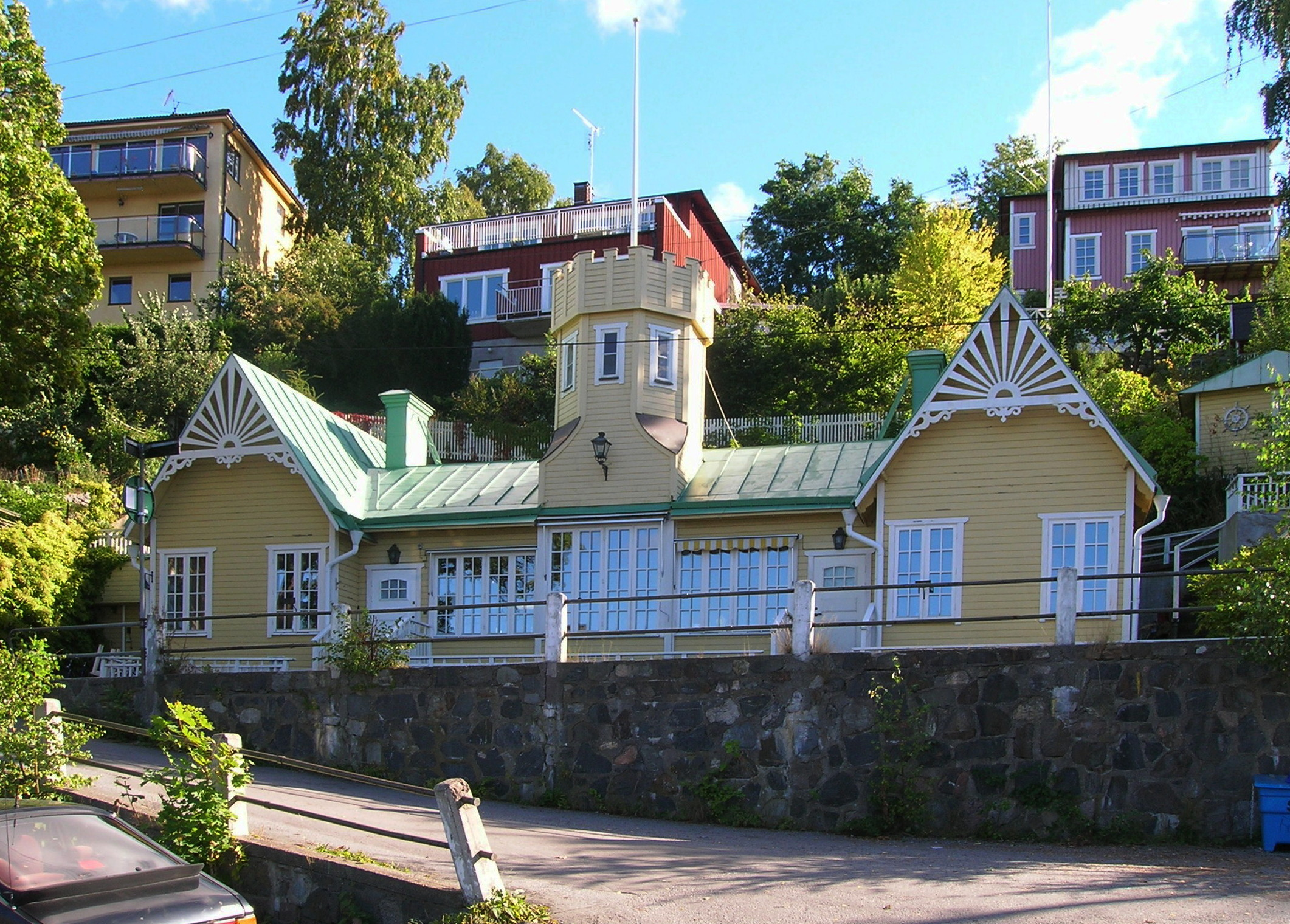
Bredablick, Pettersbergsvägen 45, ursprungligen ett kafé.
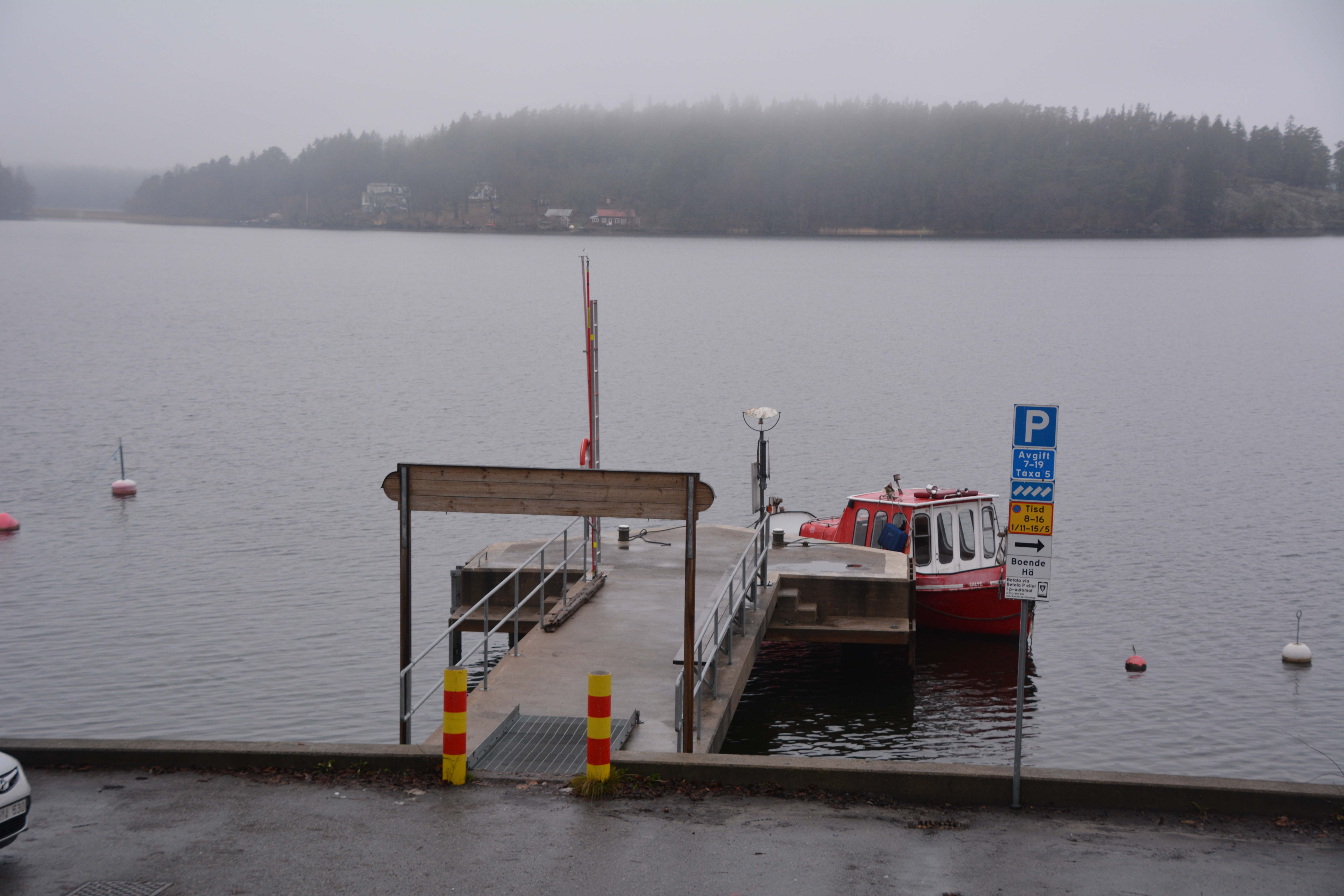
Fridhemsbryggan med Björnholmen i bakgrunden, december 2018.
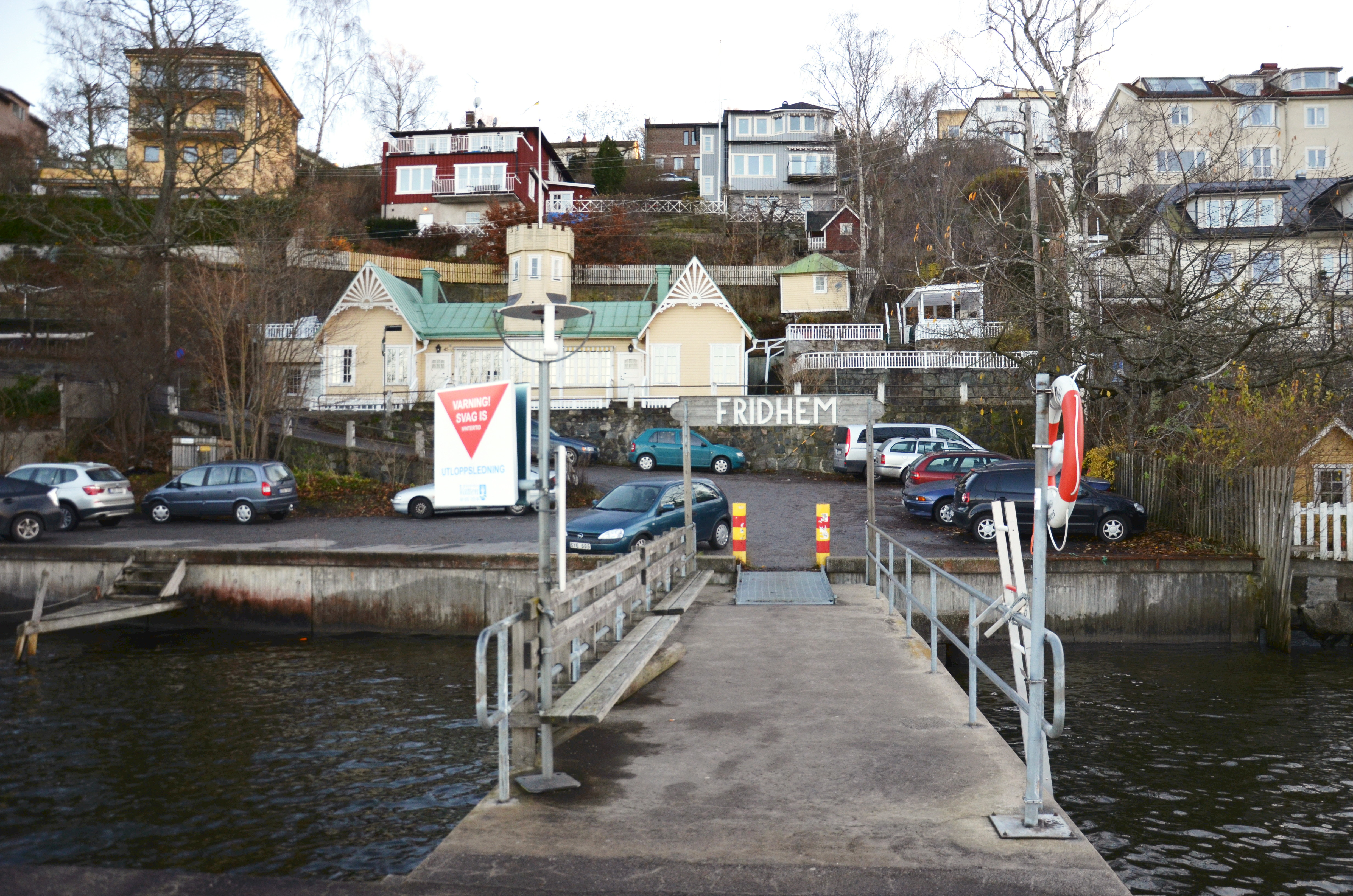
Fridhemsbryggan, med Jakobs stege till vänster på bilden
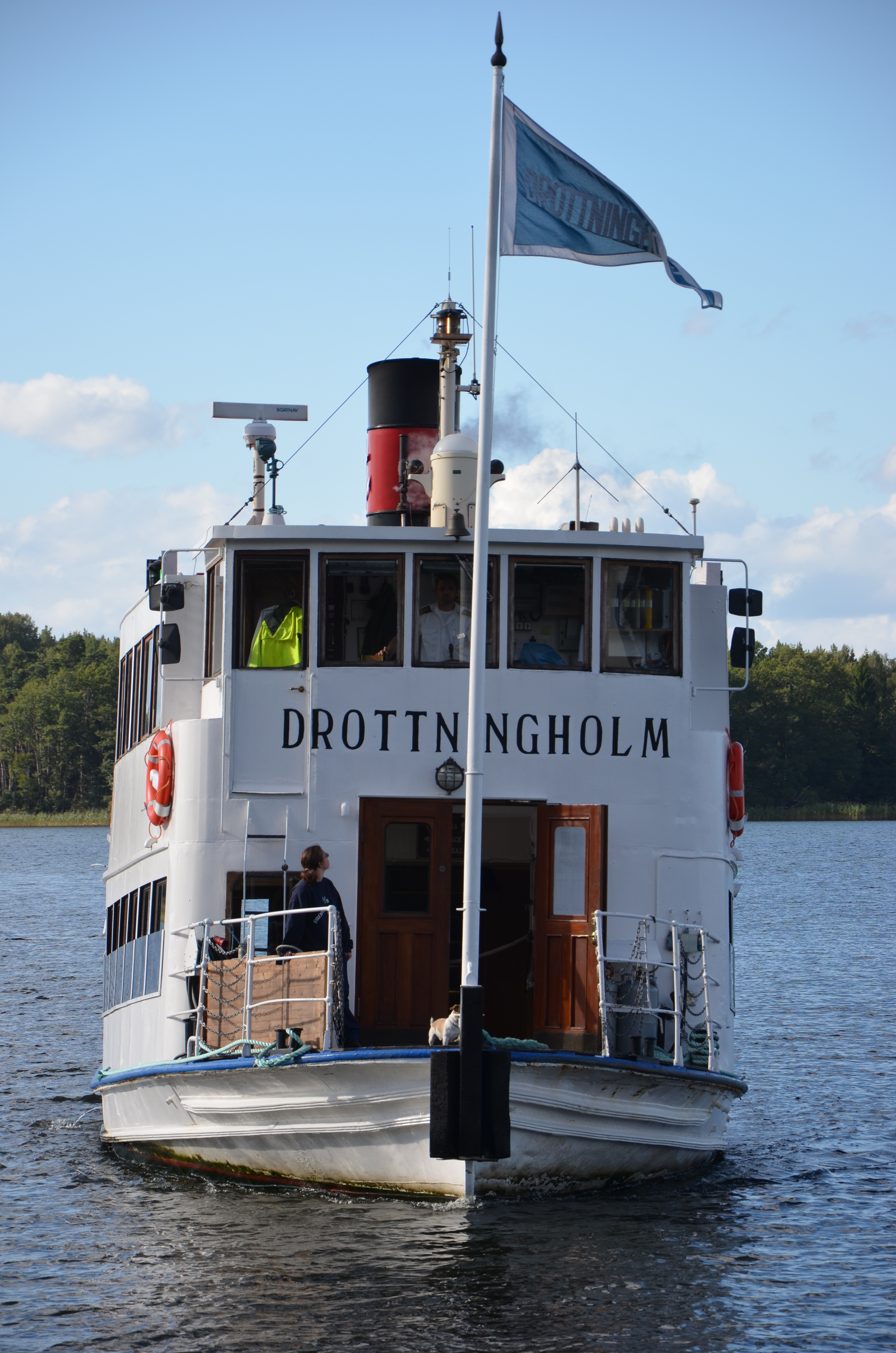
S/S Drottningholm på väg in mot Fridhemsbryggan
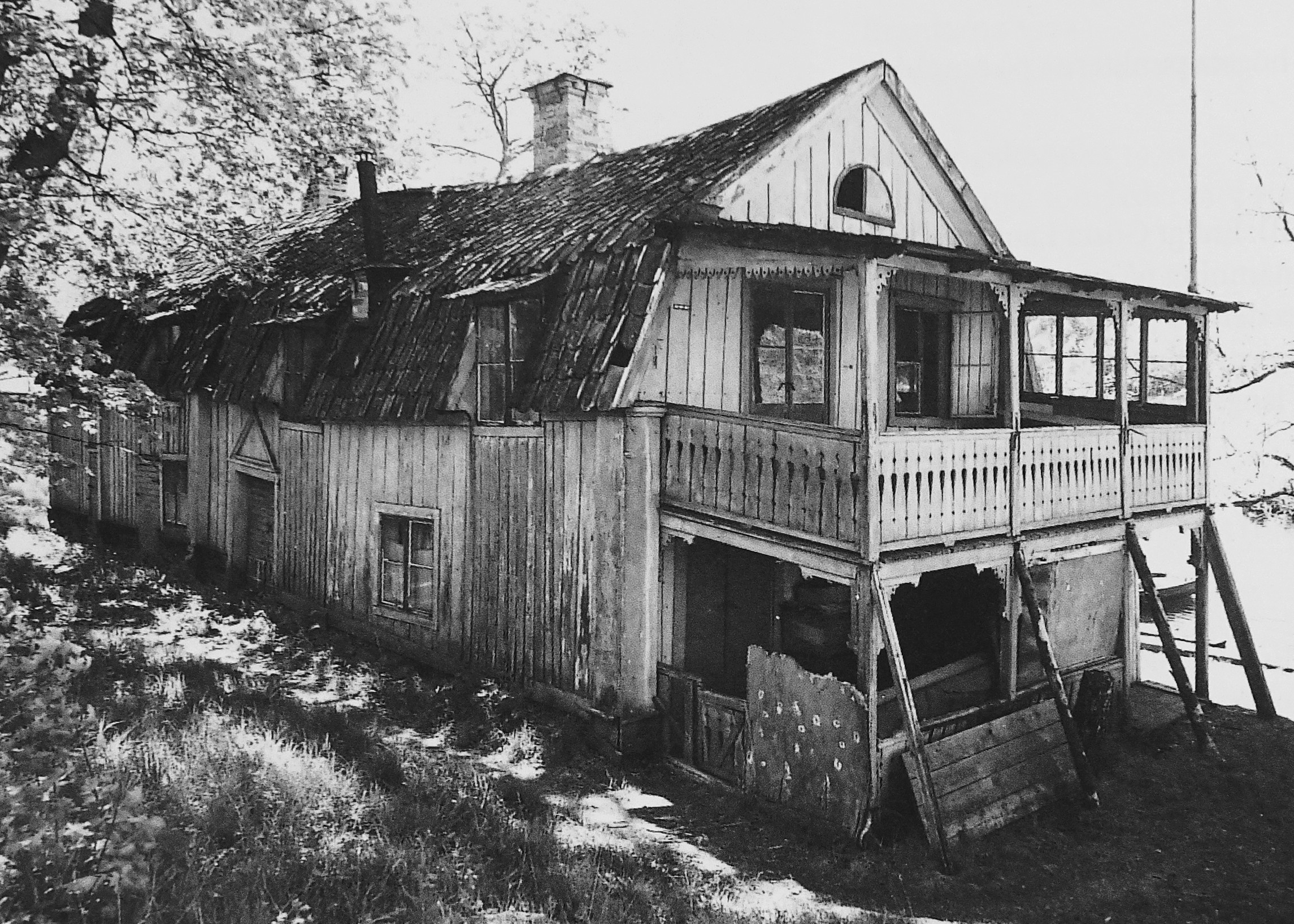
Värdshusbyggnaden på Pettersberg, som gett namn till Pettersbergsvägen, 1960. Den ligger numera vid Båtsmanskroken, efter det att Pettersbergsvägen rätats ut mot slutet av 1800-talet.
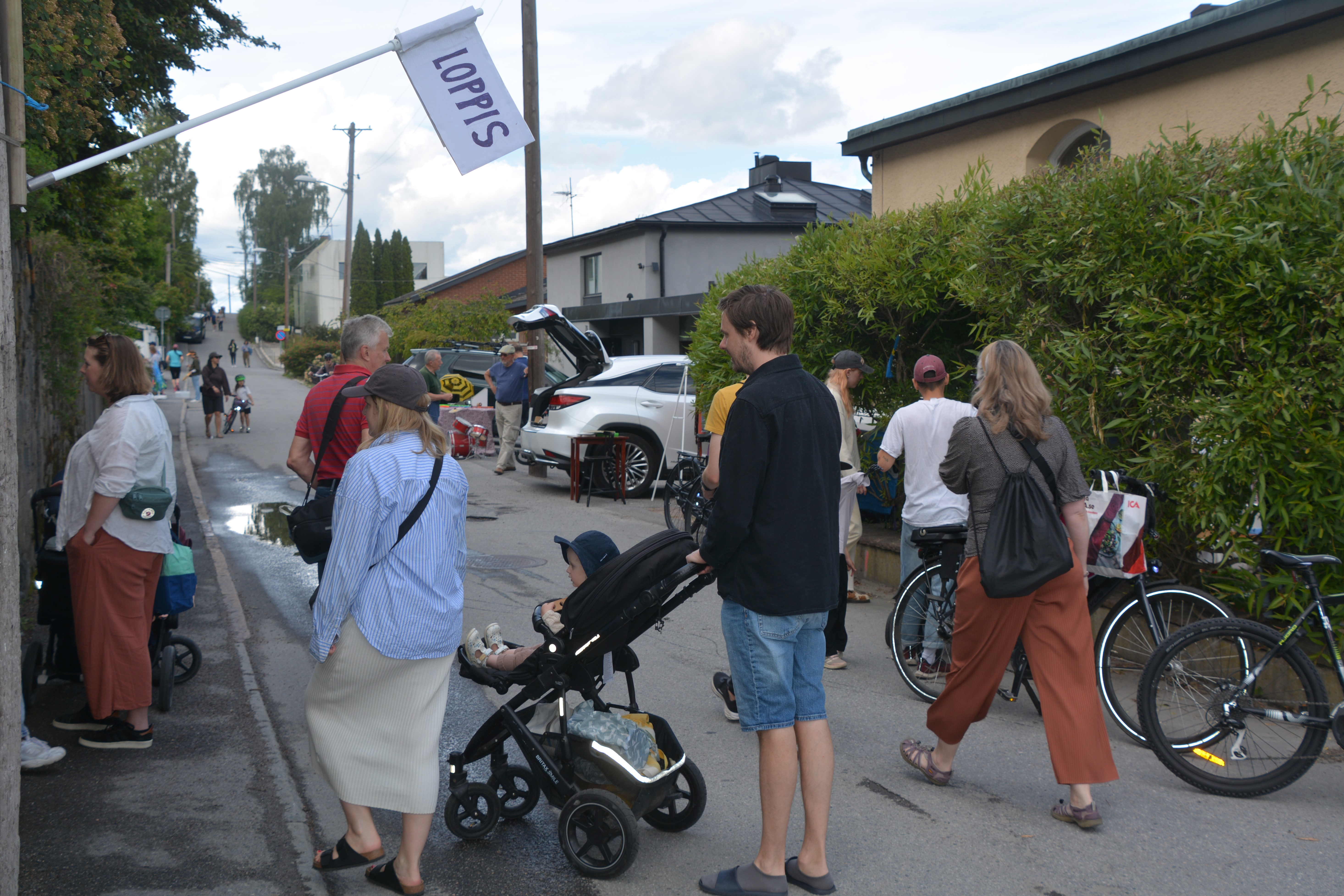
Gatuloppis, juni 2024
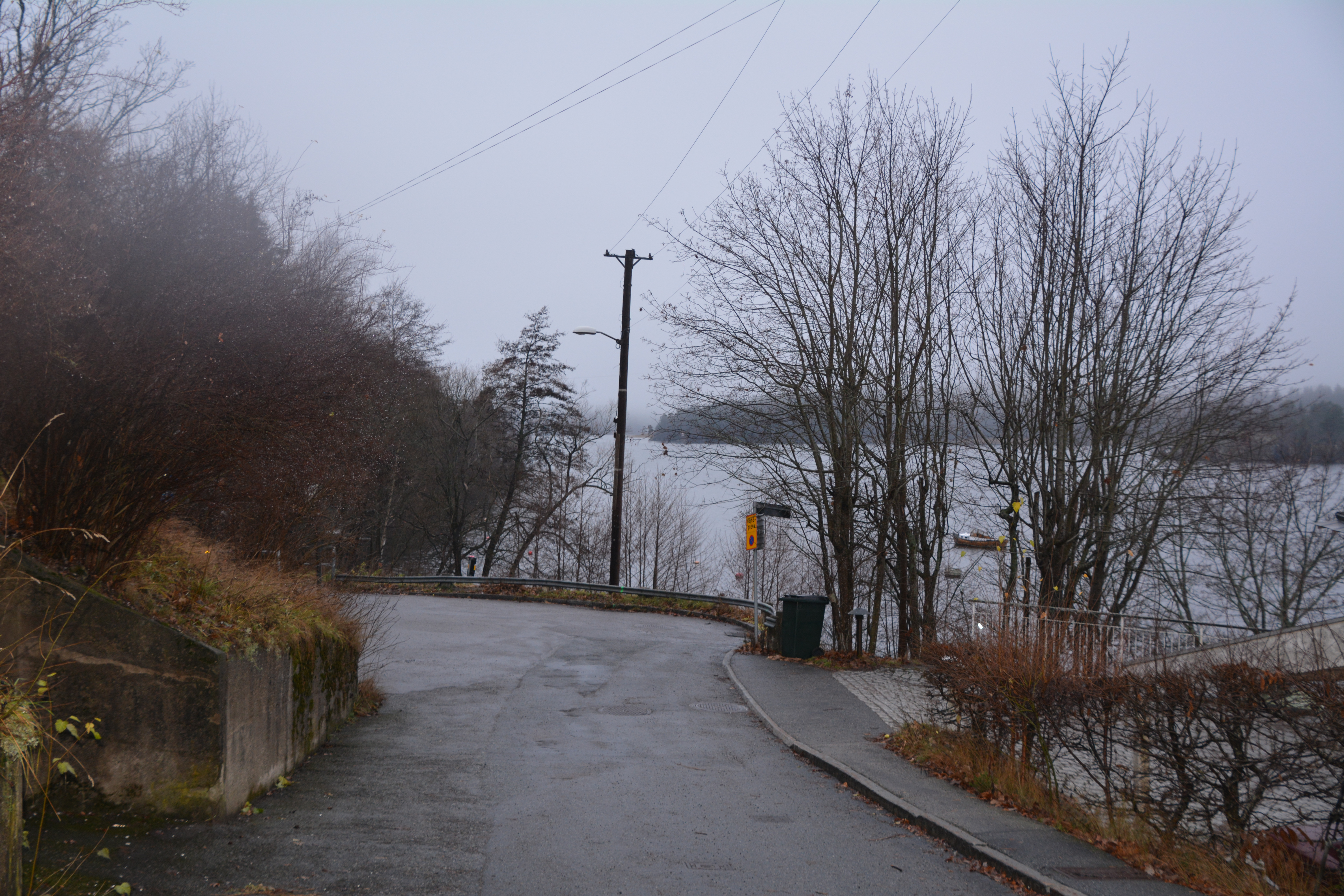
Pettersbergsbryggan, den västra ändpunkten av Pettersbergsvägen. Den tidigare landsvägen fortsatte förr snett uppåt vänster mot Jakobsbergs gård.